# Cryolophosaurus ellioti
Cryolophosaurus ellioti („zmrzlý ještěr s hřebenem“) byl druh masožravého dinosaura objeveného na území Antarktidy v roce 1991. Žil v období rané spodní jury (geologické stupně sinemur a pliensbach, asi před 188 miliony let).

## Popis

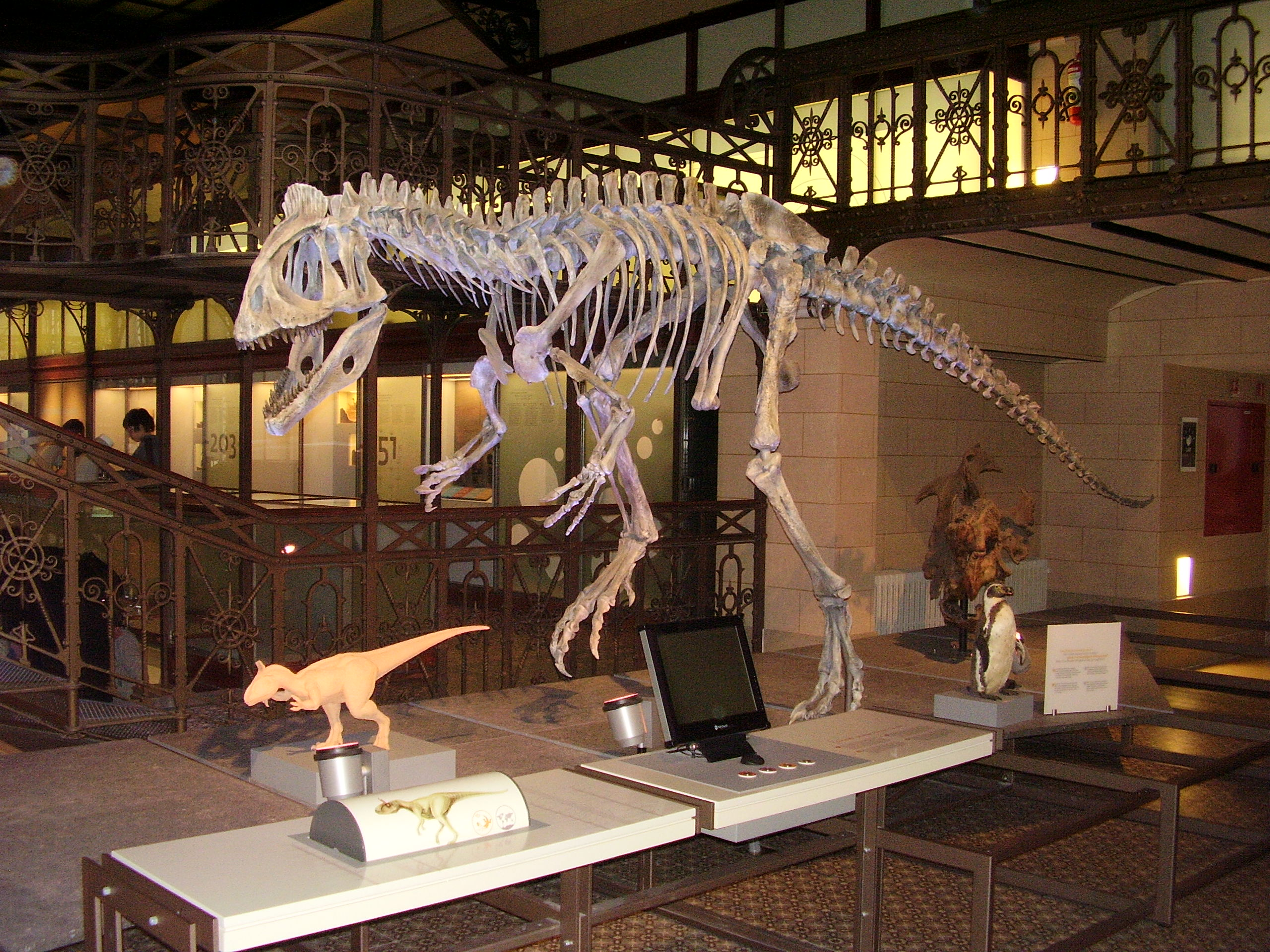
Cryolophosaurus - rekonstruovaná kostra v Přírodovědeckém muzeu v Bruselu.

Délka tohoto středně velkého teropoda se na základě analýzy dochovaného fosilního materiálu odhaduje zhruba na 6 metrů a hmotnost na 350 kilogramů. Cryolophosaurus ellioti je charakteristický zejména kostěným hřebenem, který je formován kostmi nosními a slzními. K čemu hřeben sloužil je nicméně otázkou diskuzí. Fosilie tohoto starobylého teropoda byly objeveny v sedimentech geologického souvrství Hanson.

## Klasifikace
Systematická pozice kryolofosaura je vzhledem k přítomnosti primitivních i pokročilých znaků dosud nejasná. Na základě posledních studií (Smith a kol., 2007) se zdá, že společně se třemi dalšími druhy, původně řazenými k nadčeledi bazálních teropodních dinosaurů – Coelophysoidea (Dilophosaurus wetherilli, „Dilophosaurus“ sinensis a Dracovenator regenti), tvoří monofyletický klad, který dosud postrádá název i fylogenetickou definici.
Mezi blízké vývojové příbuzné tohoto teropoda patřil také geologicky starší rod Dornraptor, formálně popsaný v roce 2024.

## Zajímavost
Cryolophosaurus byl rok před oficiálním popisem nazván „Elvisaurus“, a to díky jeho hřebenu, který poněkud připomínal účes populárního zpěváka Elvise Presleyho. Jedná se také o prvního dinosaura, popsaného z Antarktidy. Nebyl ovšem prvním objeveným antarktickým dinosaurem, tím se stal v roce 1986 ankylosaur druhu Antarctopelta oliveroi, formálně popsaný až roku 2006.